# Santa Cruz de Campezo
Santa Cruz de Campezo en espagnol ou Santikurutze Kanpezu en basque est une commune ou une contrée appartenant à la municipalité de Campezo dans la province d'Alava, située dans la Communauté autonome basque en Espagne.

## Géographie

### Hydrologie
La ville est arrosée par la rivière Ega, affluent de l'Èbre.